# Nowa Roztoka
Nowa Roztoka – niewielka polana w Dolinie Roztoki w Tatrach Wysokich, na wysokości 1290–1310 m n.p.m. Znajduje się ona w odległości 3 km od szosy do Morskiego Oka, mniej więcej w połowie drogi do Doliny Pięciu Stawów Polskich, na północnym brzegu potoku Roztoka. Nazwę nadano polance po tym, jak przenieśli się na nią pasterze ze Starej Roztoki. Dawniej na polance tej odpoczywały owce pędzone na wypas w Dolinie Pięciu Stawów Polskich, polana wykorzystywana była też przez krowiarzy. Wchodziła w skład Hali Pięć Stawów. Ostatni raz krowy pasły się tutaj w 1968 r. Polanka stopniowo zarasta i obecnie jej nazwa jest właściwie historyczna.
Na polanie znajduje się wyremontowany w 1968 r. szałas, który może służyć za schronienie w czasie deszczu. Polanka stanowi ulubione miejsce odpoczynku turystów. Na jej obrzeżu znajdują się wielkie głazy, można też stąd oglądać wysokie i bardzo strome ściany Wielkiego i Pośredniego Wołoszyna, przecięte równoległymi szczelinami żlebów (Koryto, Biały Żleb, Skalnisty Żleb) i porośnięte niemal pierwotnym lasem świerkowym.
Niedaleko żlebu Koryto, na wysokości 1450 m n.p.m., widoczny jest ze szlaku olbrzymi otwór jaskini Dziura nad Roztoką. W jej pobliżu znajduje się też inna jaskinia – Dziura nad Nową Roztoką.

## Szlaki turystyczne
– przez polanę przebiega zielony szlak, prowadzący ze schroniska Roztoka obok Wodogrzmotów Mickiewicza wzdłuż potoku Roztoka do Doliny Pięciu Stawów Polskich.
- Czas przejścia od schroniska do Wodogrzmotów: 15 min, ↓ 10 min
- Czas przejścia od Wodogrzmotów do Wielkiego Stawu: 2:05 h, ↓ 1:30.